# 斯泰因斯卡雷加嶺
71°49′S 8°54′E / 71.817°S 8.900°E
斯泰因斯卡雷加嶺（英語：Steinskaregga Ridge）是南極洲的山嶺，位於毛德皇后地的阿斯特里德公主海岸，屬於庫爾策山脈的一部分，挪威製圖師根據探險隊的測量和空中照片繪入地圖，現時由南極條約體系管理。